# SpaceX CRS–1
A SpaceX CRS–1, vagy SpX–1, a  Dragon teherűrhajó repülése volt a Nemzetközi Űrállomáshoz. Ez volt a SpaceX teherűrhajójának harmadik indítása, egyúttal a SpaceX és a NASA között létrejött Commercial Resupply Services (CRS) szerződés keretében végrehajtott első repülés. Az űrhajót 2012. október 8-án indították egy Falcon 9 v1.0 hordozórakétával Cape Canaveralből.